# Mémoires de l'Institut Scientifique de Madagascar, Série B, Biologie Végétale
Mémoires de l'Institut Scientifique de Madagascar, Série B, Biologie Végétale (abreviado Mém. Inst. Sci. Madagascar, Sér. B, Biol. Vég.) es una revista ilustrada con descripciones botánicas que es editada en París (Francia) desde el año 1948.